# 延岡藩
延岡藩（のべおかはん）は、日向国北部と現在の宮崎市の北部を領有した藩で、牧野氏以降明治維新までは豊後国等の一部をも領有した。また、有馬氏期までの延岡は縣（県）と称していたので縣（県）藩（あがたはん）とも呼ばれる。藩庁は縣城（延岡城）（宮崎県延岡市）。

## 略史
当藩の始まりは、豊臣秀吉の九州征伐後の天正15年（1587年）に豊前国香春（福岡県田川郡香春町）周辺の領主高橋元種が延岡南部の松尾城5万石に封ぜられたことに始まる。慶長5年（1600年）の関ヶ原の戦いにおいて元種は、当初は西軍方であった。しかし、九州南部の小領主である秋月種長・相良頼房らと密謀し東軍へと寝返った。これにより江戸幕府より旧領を安堵され、県藩の成立をみた。慶長6年（1601年）、元種は県城（延岡城）を築城して松尾城より移り、以後明治維新までこの城が藩政の中心となった。慶長18年（1613年）、幕府の罪人水間勘兵衛を高千穂に匿ったとして改易処分となり、陸奥棚倉藩主・立花宗茂預かりとなった。
慶長19年（1614年）、肥前国日野江藩より有馬直純が5万3000石で入封した。
第2代藩主・康純は縣（延岡）城を修築して城下町を整備。康純の統治38年間に今日の城下町延岡の原型が完成した。1656年（明暦2年）6月、今山八幡宮に梵鐘を寄進（初代「城山の鐘」、内藤記念館蔵）。そこに記された「明暦二年丙申六月吉日…日州延岡城主有馬左衛門佐…藤原朝臣康純」が延岡地名の初見である。寛永18年（1641年）には、弟の純政に3000石を分知し旗本としている。
第3代藩主・永純(転封後に清純と改名)は弟の純息に1800石、純富に1000石の新田をそれぞれ与えている。清純の時代の元禄3年（1690年）、郡代・梶田十郎左衛門の圧政に不満を持った山陰村（やまげむら）・坪谷村の領民約1500人が家財を持ち、武器を携えて隣藩の高鍋藩に逃散する山陰・坪谷村一揆が起こった。この百姓一揆は翌年の幕府評定所の裁決により領民の帰参を命じられるまで11ヶ月間に渡って続いた。一揆首謀者の処刑と同時に、元禄4年（1691年）、清純は一旦改易され、改めて陣屋大名に格下げの上、越後国糸魚川藩5万石に転封となった。
元禄5年（1692年）、譜代大名三浦明敬が下野国壬生藩より2万3000石で入封し、以後最南端の譜代大名藩となった。延岡藩歴代中最少の石高であったが、明敬は山陰・坪谷村一揆の後処理、有馬氏時代より続いていた高鍋藩との境界問題・豊後国との国境紛争の解決に尽力した。延岡藩の石高は表高と実高の差が大きいことが以前より問題視されており、三浦氏によってその問題は解決されたと見る。正徳2年（1712年）、明敬は三河国刈谷藩に転封となった。
代わって三河国吉田藩より牧野成央が歴代最高の8万石で入封した。日向国内のみならず豊後国大分郡・国東郡・速見郡を領有した。
第2代藩主・貞通は、奏者番、寺社奉行と累進し寛保2年（1742年）に京都所司代となった。その際、日向国内の3万石分を河内・近江・丹波・美濃の領地に移された。貞道の出世で経費が嵩み藩財政は困窮するに至った。延享4年（1747年）、三方領知替えにより牧野氏は常陸国笠間藩に転封となる。
代わって陸奥国磐城平藩より内藤政樹が7万石で入封した。なお、磐城平藩には笠間藩より井上正経が入封している。内藤氏は前領地だった磐城平藩で起った「磐城騒動」の責任を取らされ、懲罰的に延岡に移封された。表の石高が同じ7万石ではあるが、磐城平は実高13万石あり、実質6万石の減封であることからそれが分かる。
内藤氏は最も長く在封し124年間この地を治めた。なお、内藤氏8代は全て養子による相続という珍しい記録を持っている。内藤氏の統治時代は財政難とそれに伴う百姓一揆に悩まされ続けた。歴代藩主は藩政改革に腐心し、特に第6代藩主・政順は商人の営業特権を強制収奪し専売制を強化した。蝋・和紙・菜種などの生産に力を注いだ。
井伊直弼の異母弟である第7代藩主・政義は彦根藩より養子に入った。藩校学寮を広業館と改め拡充に努めた。
第8代藩主・政挙の時代に幕末・明治維新を迎えた。鳥羽・伏見の戦い後、延岡藩は「朝敵」とされるが、これは、藩主が在国中の折に大坂駐在の部隊が譜代藩としての立場上、幕府の命令を受けて警備の任に就いてしまったゆえの「不運」によるもので、早い時期に熊本藩や薩摩藩による周旋が行われて5月に在京中の藩主・政挙に部下の不手際を理由として謹慎100日の処分が下されたのみで藩及び家臣に対する処分は行われなかった。明治4年（1871年）、廃藩置県により延岡県となった。後に美々津県、宮崎県、鹿児島県を経て宮崎県に編入された。明治2年に内藤家は華族に列し明治17年（1884年）に子爵となった。

## 歴代藩主

### 高橋家
外様 5万石 （1587年 - 1613年）
1. 元種（もとたね）〔従五位下、右近大夫〕

### 有馬家
外様 5万3千石→5万石 （1614年 - 1691年）
- 官位官職は歴代、従五位下・左衛門佐、日向守

1. 直純（なおずみ）
2. 康純（やすずみ）分知により5万石
3. 清純（きよずみ）

### 三浦家
譜代 2万3千石 （1692年 - 1712年）
1. 明敬（あきひろ）〔従五位下、壱岐守〕

### 牧野家
譜代 8万石 （1712年 - 1747年）
1. 成央（なりなか）〔従五位下、備後守〕
2. 貞通（さだみち）〔従四位下、備後守・侍従　京都所司代〕

### 内藤家
譜代 7万石 （1747年 - 1871年）
1. 政樹（まさき）〔従五位下、備後守〕
2. 政陽（まさあき）〔従五位下、能登守〕
3. 政脩（まさのぶ）〔従五位下、備後守〕
4. 政韶（まさつぐ）〔従五位下、能登守〕
5. 政和（まさとも）〔従五位下、備後守〕
6. 政順（まさより）〔従五位下、備後守〕
7. 政義（まさよし）〔従五位下、能登守〕
8. 政挙（まさたか）〔従五位下、備後守〕

## 幕末の領地
- 日向国
  - 臼杵郡のうち - 63村
  - 宮崎郡のうち - 24村（うち12村のみ第1次府県統合時に都城県に編入）
- 豊後国
  - 国東郡のうち - 32村
  - 速見郡のうち - 16村
  - 大分郡のうち - 36村